# New Breeding Techniques
Les New Breeding Techniques (NBT), també anomenades «noves tècniques de selecció vegetal» o «noves tècniques de millora de les plantes», fan referència a un conjunt de tècniques d'edició genètica emprades al domini de la selecció vegetal per a desenvolupar noves varietats de plantes.

## Tècniques de precisió?
El sector mercantil de la biotecnologia i el bloc de científics que s'hi adhereixen han apostat pel concepte de "tècniques de precisió", amb una funció clara de fomentar una falsa confiança envers l'enginyeria genètica, com bé fa la nova plataforma nbtplatform (o plataforma per a les NBT) a la Unió Europea, que a més de treballar en aquesta "guerra de les paraules", també ho fa als despatxos de les eurodiputades amb la finalitat clara de legislar a favor dels lobbies per als que treballen.

## Mutacions aleatòries
El desembre del 2015 es publica un article que fa referència a les mutacions aleatòries que presenten aquestes noves tècniques d'edició genètica, i el 29 de maig de 2017 se'n publica un altre que fa referència a les mutacions de la tècnica CRISPR en concret, tot aportant evidències de les incerteses que presenta la biotecnologia.